# Iván Alberto Rodríguez
Iván Alberto Rodríguez (nacido en 1958) fue un jugador de fútbol boliviano que jugó en el Club Everton de Chile (desde 1978 a 1984, en el Caracas Fútbol Club de Venezuela (de 1985 a 1987) y se retiró en el Club Bolívar boliviano del cual es hincha (de 1987 a 1988). Delantero centro, fue un jugador con gran pegada y su juego se basó en la velocidad anotando una aceptable cantidad de goles en su carrera (29 goles), nunca jugó en la selección nacional de su país.
- Datos: Q5923369